# 古村健太郎
古村 健太郎（こむら けんたろう、1993年7月21日 - ）は、日本のラグビー選手。

## プロフィール
- 京都府出身[1]。
- ポジションはプロップ(PR)。
- 身長 177cm、体重 95kg
- ニックネームはこむけん。
- 関東大学オールスターゲームのリーグ戦選抜に選ばれたことがある[2]。

## MV出演
- Carnavacation「だれも知らない」[3]。

## 略歴
ラグビーを始めたきっかけは小学校の時に友達に誘われたから。
2012年、流経大柏高校卒業後、流通経済大学に入る。
2016年、流通経済大学卒業後、豊田自動織機シャトルズに加入。
2018年、豊田自動織機シャトルズを退団した。